# Born into Brothels: Calcutta's Red Light Kids
Born into Brothels: Calcutta's Red Light Kids är en amerikansk dokumentärfilm från 2004 som handlar om indiska barnprostituerade i Sonagachi, Calcuttas red light district. Filmen regisserades av Zana Briski och Ross Kauffman och har vunnit flera stora priser, däribland Oscar för bästa dokumentärfilm 2004. Efter filmens stora succé, som följdes upp av bland annat bokförsäljning, har dock en debatt blossat upp om huruvida filmen verkligen gynnat de medverkande barnen eller inte.

## Utmärkelser
- 2004 Oscar för bästa dokumentärfilm Briski, Kauffman
- 2004 Bermuda International Film Festival Publikens val - Briski, Kauffman; Pris för dokumentär - Briski, Kauffman
- 2004 Cleveland International Film Festival Bästa film - Briski, Kauffman
- 2004 Full Frame Documentary Film Festival Publikens val - Briski, Kauffman (delat med Word Wars)
- 2004 International Documentary Association Pris för dokumentärfilm - Briski, Kauffman, Geralyn Dreyfous-White, Pamela Boll (delat med Fahrenheit 9/11)
- 2004 National Board of Review Award for Best Documentary Feature - Zana Briski och Ross Kauffman
- 2004 Seattle International Film Festival Golden Space Needle Award för bästa dokumentär - Briski, Kauffman
- 2004 Sundance Film Festival Publikens val, dokumentär - Kauffman